# Information Engineering
Information Engineering (IE) eller Information Engineering Methodology (IEM) i softwareudvikling er en tilgang til design og udvikling af informationssystemer. 

## Overblik
Information Engineering metodik er en arkitektonisk tilgang til planlægning, analyse og implementering af applikationer indenfor en virksomhed. Hensigten er at gøre virksomheden i stand til at forbedre styringen af dets ressourcer, heriblandt dets kapital, ansatte og informationssystemer, for at opnå dens mål. Det er defineret som: "An integrated and evolutionary set of tasks and techniques that enhance business communication throughout an enterprise enabling it to develop people, procedures and systems to achieve its vision".
Information Engineering har mange formål, disse inkluderer organisationsplanlægning, softwareudvikling, informationssystem planlægning og omarbejdelse af software.